# 廷比奧
廷比奧是哥倫比亞的城鎮，位於該國西南部，由考卡省負責管轄，距離首府波帕揚13公里，始建於1535年11月1日，面積205平方公里，海拔高度1,850米，2005年人口30,222。
2°21′N 75°41′W / 2.350°N 75.683°W